# Fairfield (Hamilton)

Fairfield est une banlieue située au nord-est du centre de la ville de Hamilton dans l’île du Nord de la Nouvelle-Zélande.

## Situation
Elle comprend plusieurs des bâtiments publics de la ville d’Hamilton et elle est située à l’écart de la zone près du fleuve Waikato.
On y trouve la zone résidentielle la moins coûteuse de la ville.

## Toponymie
Fairfield est dénommée ainsi en raison de la ferme laitière de John Davies, qui acheta 100 acres à  F. R. Claude.

## Histoire
Cette zone a été l’objet d’une croissance rapide dans les années 1950 et jusqu’en 1960.

## Caractéristiques de Fairfield

### Le pont de Fairfield

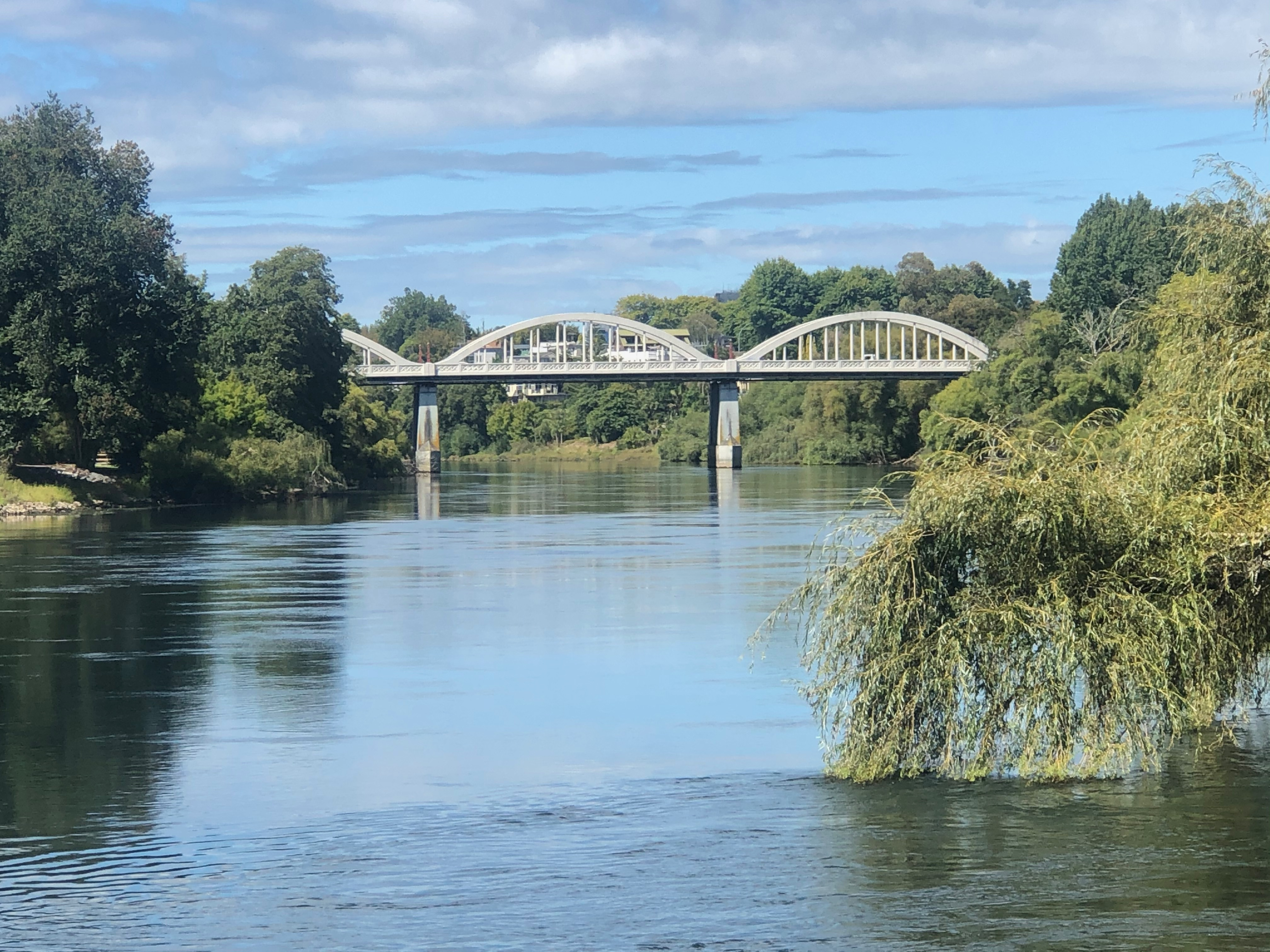
Le pont de Fairfield

Le pont de Fairfield (en) franchit le fleuve Waikato et relie la banlieue de Fairfield avec la berge ouest du fleuve.
C’est un pont routier en béton armé de 139 m de long (soit 457 pieds) qui est bien  connu dans le paysage.
Le pont fut construit par Caesar Roose (en) en 1936.
Il fut prolongé vers le nord sur le fleuve Waikato au niveau de la ville de Tuakau.

## Démographie
Selon le recensement de 2006 en Nouvelle-Zélande, Fairfield avait une population de 4698 habitants.
L’index socio-économique , allant de 1 à 10 sur la liste Clarkin et Porritt, classait la zone à 9/10.

## Éducation
- L'école diocésaine de Waikato (en) est une école privée secondaire pour fille avec des installations d’internat. Elle a un taux de “décile” de 10 avec un effectif de 665 élèves en juillet 2022.

- Le «collège de Fairfield (en)» est une école supérieure mixte publique (allant des années 9 à 13) avec un taux de décile de 4 et un effectif de 688 élèves en  2011[6]. L’école fut fondée en 1958.
- L’«école de Fairfield Intermédiaire (en)» est une école mixte intermédiaire (assurant les années 7 et  8)  avec un taux de décile de 5 et un effectif de 720 élèves[7].

- La «Fairfield Primary School» est une école publique, mixte, contribuant à l’enseignement primaire allant des années 1 à 6, avec un taux de décile de 1 et un effectif de 314  élèves[8].

- La « St. Joseph's Catholic School » est une école primaire, catholique, mixte (allant des années 1 à 8, avec un taux de décile de 8 et un effectif de 357 élèves[9].

- La «Woodstock School» est une école mixte, contribuant au primaire (allant des années 1 à 6). Elle a un taux de décile de 6 et un effectif de 380 élèves. Cette école a été fondée en 1950[10].